# Podolská cementárna

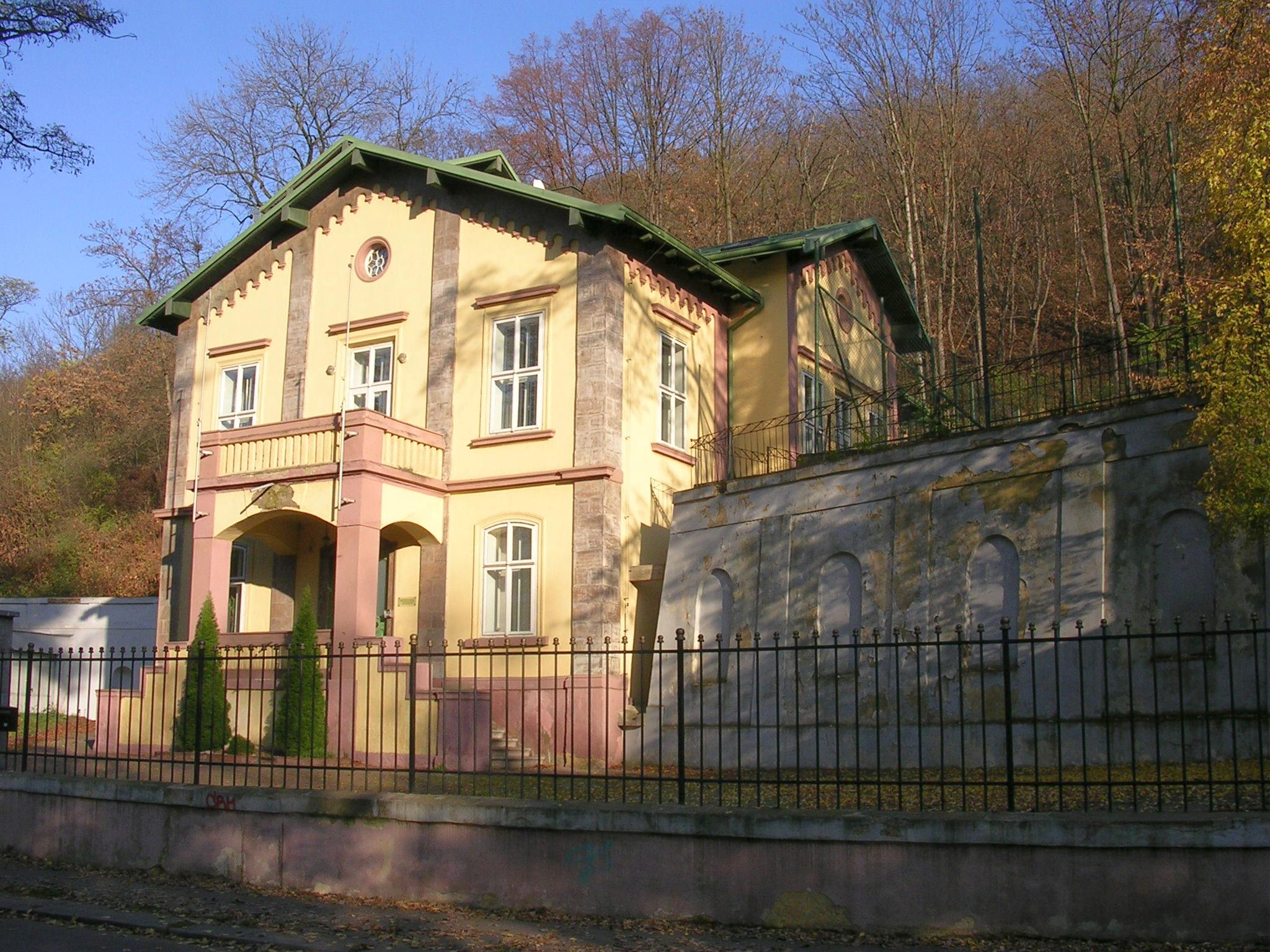
Ředitelská vila související s areálem dnes (rok 2021) zaniklé podolské cementárny. Historizující objekt s patrným vlivem industriální architektury postavený před rokem 1897 se nachází na adrese Podolská 448/54, 147 00 Praha 4

Podolská cementárna se nacházela v Praze–Podolí. Byla využívána od roku 1871, kdy byla uvedena do provozu firmou Ferdinand Barta a spol. až do druhé světové války, kdy byla v roce 1941 její činnost nadobro zastavena. V době jejího spuštění se jednalo o vůbec první továrnu na výrobu portlandského cementu v českých zemích. Surovinu pro výrobu vápna (hydraulického) a cementu firma těžila převážně v branických vápencových lomech. Cementárna prosperovala díky výhodné poloze v těsné blízkosti Prahy a také díky konjunktuře stavebnictví v tehdejších příměstských lokalitách tedy na Vinohradech, Žižkově, Smíchově, Nuslích či ve Vršovicích. Ve 30. letech 20. století zasáhla podnik hospodářská krize a další jeho rozvoj byl „přidušen“ nevýhodnou polohou podniku „tísněného“ v jeho okolí stále se rozrůstající obytnou zástavbou. Druhá světová válka pak znamenala definitivní konec podolské cementárny. Dnes na jejím místě stojí plavecký stadion Podolí.

## Historie

### Vznik a 70. léta 19. století
Jednu z prvních cementáren v českých zemích vlastnila rodinná firma Ferdinand Barta a spol. (Ferdinand Barta a Comp.) založená v roce 1868. Stavba cementárny v Podolí (na předměstí Prahy) byla zahájena v roce 1870 a do provozu byla uvedena v roce 1871. Cementárna disponovala periodickými šachtovými pecemi a jako pohon se používal parní stroj o výkonu 30 koňských sil. Pro zajištění dostatku vstupní suroviny (vápence) si v roce 1872 firma pronajala na delší dobu branické vápencové lomy. Od roku 1873 se firma stala akciovou společností a přešla do majetku České akciové společnosti k užitkování staviva. (Tato firma byl založena již v roce 1871.) Krátce nato byla Česká akciová společnost k užitkování staviva přejmenována na Českou akciovou společnost k vyrábění a zužitkování staviva. Po krachu na vídeňské burze (9. května 1873) se společnost sice dostala do existenčních potíží (utrpěla značné finanční ztráty), ale díky silnému akciovému kapitálu (tehdy činil 800 000 zlatých) neupadla do likvidace.
Požár v roce 1879 silně poškodil zařízení cementárny a na dalších asi pět let pozdržel její další vývoj. Některé výrobní nezdary projevující se v kolísání kvality cementu si navíc připsala na vrub ne zcela zvládnutá technologie výroby jakož i s ní prováděné průběžné experimenty.

### 80. léta 19. století
V polovině 80. let 19. století se výroba stabilizovala, kvalita se zlepšovala a produkce dále stoupala. Zásluhu na to měly i výsledky výzkumných prací německého chemika a specialisty na technologii cementu Wilhelma Michaelise. Byl to právě on, kdo položil vědecké základy pro výzkum cementu a aplikace těchto jím doporučovaných periodických analýz chemického složení surovin přispěla k úspěchům podolské cementárny. Rozvoj firmy se projevil i v nákupu dalších pozemků (lomů) na začátku 90. let 19. století (v Podolí a Braníku).
Hlavním sortimentem podolské cementárny byl nejen cement, ale i hydraulické vápno, které se vyrábělo v kruhových pecích (dvě pece v provozu v Braníku; jedna pec v provozu v Podolí). Výroba cementu se odehrávala v šachtových pecích. Ty byly v roce 1884 (po více než 10 letech provozu) zrekonstruovány a zmodernizovány.
V roce 1893 byla jedna z šachtových pecí přestavěna na periodickou pec soustavy Hauenschild s hladkými stěnami. Jmenovaná pec (s 16 m vysokým komínem) byla 7 m vysoká, v dolní části měla průměr 2,5 metru, směrem k vrcholu se zužovala až na průměr 1,8 metru. Vstupní surovina umletá na mlýnských kamenech (průměr 1,5 m) se ukládala v tzv. máčidlech, kde se nechala odležet po dobu 3 dnů, aby se z ní lisováním vyráběly cihly. Cihly o rozměrech 29 x 14 x 8 cm se po usušení v sušárně (z 15 % asi na 2 % vlhkosti) kladly do pece po vrstvách vždy tak, že na jednu vrstvu cihel přišla jedna vrstva koksu. Čím výš se nacházela vrstva cihel ode dna pece, tím byla vrstva koksu tenčí. Do pece se vešlo asi 25 vrstev (a celkem 9 tisíc cihel na celou pec). Pec fungovala v režimu: jeden den se pálila, jeden den vychládala a jeden den se tzv. „podrazila“. Výsledný spečený materiál v průběhu chladnutí rozpraskal a byl rozbíjen na menší kousky (ochlazováním vodou a mechanicky vysekáváním krumpáčem).

### 90. léta 19. století
Čilý stavební ruch na tehdy příměstských lokalitách (Vinohrady, Žižkov, Smíchov, Nusle, Vršovice), výhodná poloha podolské cementárny i zvýšená potřeba stavebních obnov budov po velké povodni v Praze na Vltavě v září roku 1890 (pobořen Karlův most) vedly k dalšímu zvyšování produkce a navýšení kapitálu na 500 000 zlatých (údaj z roku 1894). Finanční prostředky získané vydáním nové emise akcií byly cestou k další modernizaci a rozšíření provozu firmy (rekonstrukce mlýnů, pecí a parních kotlů). Kapitál umožnil také zahájení stavby nové strojovny (stávající parní kotle byly často poruchové, opotřebované a zastaralé). Stinnou stránkou modernizace bylo ale přerušení výroby spojené i s odmítáním již dopředu dojednaných zakázek. Zbudování tovární vlečky ze závodu v Podolí do Braníka si vynutilo potřebu dalšího přílivu kapitálu (1 milion 250 tisíc zlatých). Hlavním sortimentem byl cement, ale byla zbudována i nová šachtová pec na výrobu vápna. V roce 1899 změnila společnost nejen svoje stanovy, ale i svůj název: Podolská cementárna se sídlem v Praze. K zachování konkurenceschopnosti firmy byla v roce 1902 provedena rekonstrukce některých zařízení v závodě (dány do provozu tři nové šachtové pece typu Schneider).

### První světová válka
První světová válka znamenala výrazné snížení výroby. První týdny po vypuknutí první světové války byla výroba vápna a cementu přerušena, neboť chyběli kvalifikovaní pracovníci a zároveň byly přerušeny dodávky uhlí. V omezené míře bylo možno výrobní provozy rozběhnout až v listopadu 1914. Omezením odbytu trpěla především výroba vápna, která byla zažehnána až v roce 1916, ale v posledním roce první světové války (1918) v souvislosti s útlumem stavební činnosti v Praze a jejím okolí zase odbyt stagnoval. Po skončení první světové války vyvstala opět nutnost rekonstrukce zastaralých provozů. Navíc došlo k obnovení stavební činnosti v Praze a okolí, takže se zvedl odbyt cmentárenských produktů. Toto oživení umožnilo podolské cementárně opět navýšit akciový kapitál.

### 20. léta 20. století
Polovina 20. let 20. století znamenala změnu charakteristické siluety podolské cementárny tím, že při rekonstrukci celého závodu došlo nejen ke zbourání kruhové vápenky, ale i osmi šachtových pecí a tří šachtových pecí soustavy Liban. Bylo investováno do vybudování otáčivých roštů pro kontinuální vyprazdňování cementářských šachtových pecí. Vyrobený slínek byl ukládán do nového skladiště a nákladní lanová dráha spojila závod s lomy v Podolí. Ke druhé šachtové peci byl nainstalován otáčivý rošt a velký sdružený mlýn na cement. V roce 1929 vypukl v závodě požár, který zničil část budov a poškodil část strojního zařízení.

### 30. léta 20. století
Na začátku 30. let 20. století se k následkům požáru přidala i nastupující hospodářská krize, která negativně ovlivnila hospodářské výsledky společnosti. Třicátá léta 20. století postupně znamenala konec podolské cementárny:
- V blízkém okolí cementárny se rozrůstala bytová výstavba a sílil tlak na čistotu životního prostředí;
- závod nebylo kam dále výrazněji rozšiřovat (na jedné straně do značné míry vytěžený lom, na druhé straně veřejné komunikace podél břehu Vltavy).

Výroba byla postupně omezována. V roce 1937 získala majoritní balík akcií Králodvorská cementárna. Ta disponovala v porovnání s podolskou cementárnou mnohem modernějším závodem v Králově Dvoře i v Čížkovicích. Do Čížkovic směřoval hlavní finanční tok a podolská cementárna byla v porovnání neperspektivní. Králodvorská cementárna hodlala vybudovat v okolí Prahy nový závod, ale sehnat vyhovující pozemek bylo problematické. Dokonce bylo (za 29 milionů korun) pro nový závod objednáno strojní vybavení a do konce roku 1939 bylo zálohově zaplaceno přes 9 milionů korun.

### 40. léta 20. století
Odbyt očekávaný v roce 1940 mohl koncern (Králodvorská cementárna) pokrýt výrobou v Králově Dvoře a tak jej výpadek podolské cementárny nemohl ohrozit. Na podzim roku 1941 byl provoz v Podolí zastaven a po zimní odstávce již nebyl obnoven, strojní zařízení se buď zakonzervovalo nebo byla jeho část odprodána či v dalších letech použita v jiných provozech. Provoz podolské cementárny nebyl obnoven ani po znárodnění v roce 1948 a dnes se nachází v místě podolské cementárny plavecký stadion Podolí.